# Eparchia di Cheren
L'eparchia di Cheren (in latino: Eparchia Kerensis) è una sede della Chiesa cattolica eritrea suffraganea dell'arcieparchia di Asmara. Nel 2021 contava 37.298 battezzati su 448.968 abitanti. È retta dall'eparca Kidane Yebio.

## Territorio
L'eparchia comprende le anteriori (prima della riorganizzazione del 1996) province di Sahel e Senhit in Eritrea.
Sede eparchiale è la città di Cheren, dove si trova la cattedrale di San Michele.
L'eparchia appartiene alla Chiesa cattolica eritrea (che usa nella liturgia la variante ge'ez del rito alessandrino), ma poiché nel suo territorio (e in tutta Eritrea) non ci sono diocesi latine né di altre Chiese autonome, la giurisdizione dell'eparchia si estende a tutti i cattolici presenti.
Il territorio è suddiviso in 47 parrocchie.

## Storia
L'eparchia è stata eretta il 21 dicembre 1995 con la bolla Communitates in orbe di papa Giovanni Paolo II, ricavandone il territorio dall'eparchia di Asmara (oggi arcieparchia).
Inizialmente suffraganea dell'arcieparchia di Addis Abeba, nel 2015 è entrata a far parte della Chiesa cattolica eritrea, della quale è sede metropolitana l'arcieparchia di Asmara.

## Cronotassi dei vescovi
Si omettono i periodi di sede vacante non superiori ai 2 anni o non storicamente accertati.
- Tesfamariam Bedho † (21 dicembre 1995 - 29 luglio 2002 deceduto)
- Kidane Yebio, dal 4 gennaio 2003

## Statistiche
L'eparchia nel 2021 su una popolazione di 448.968 persone contava 37.298 battezzati, corrispondenti all'8,3% del totale.
| anno | popolazione | popolazione | popolazione | presbiteri | presbiteri | presbiteri | presbiteri                | diaconi | religiosi | religiosi | parrocchie |
| anno | battezzati  | totale      | %           | numero     | secolari   | regolari   | battezzati per presbitero | diaconi | uomini    | donne     | parrocchie |
| ---- | ----------- | ----------- | ----------- | ---------- | ---------- | ---------- | ------------------------- | ------- | --------- | --------- | ---------- |
| 1999 | 49.889      | 924.550     | 5,4         | 42         | 25         | 17         | 1.187                     |         | 26        | 53        | 26         |
| 2000 | 51.291      | 949.000     | 5,4         | 32         | 17         | 15         | 1.602                     |         | 23        | 46        | 27         |
| 2002 | 51.321      | 453.230     | 11,3        | 32         | 20         | 12         | 1.603                     |         | 20        | 45        | 27         |
| 2003 | 52.572      | 464.000     | 11,3        | 46         | 35         | 11         | 1.142                     |         | 23        | 57        | 33         |
| 2004 | 53.135      | 468.969     | 11,3        | 47         | 36         | 11         | 1.130                     |         | 25        | 54        | 33         |
| 2006 | 54.807      | 484.256     | 11,3        | 48         | 27         | 21         | 1.141                     |         | 79        | 52        | 49         |
| 2007 | 42.062      | 501.000     | 8,4         | 52         | 31         | 21         | 808                       | 1       | 65        | 49        | 39         |
| 2010 | 42.976      | 507.000     | 8,5         | 62         | 42         | 20         | 693                       |         | 59        | 68        | 38         |
| 2013 | 48.494      | 445.860     | 10,9        | 72         | 49         | 23         | 673                       |         | 65        | 76        | 40         |
| 2016 | 51.701      | 467.683     | 11,1        | 71         | 47         | 24         | 728                       |         | 70        | 81        | 44         |
| 2019 | 42.959      | 498.300     | 8,6         | 78         | 48         | 30         | 550                       |         | 70        | 87        | 43         |
| 2021 | 37.298      | 448.968     | 8,3         | 73         | 43         | 30         | 510                       |         | 73        | 87        | 47         |